# Pârâul Cărbunarilor, Pădureni
Pârâul Cărbunarilor este un curs de apă, afluent al râului Pădureni. 